# V.N. Automóveis
V.N. Automóveis (auch VN Automóveis) war ein Automobil- und Nutzfahrzeughersteller mit Sitz in Vendas Novas, Portugal.

## Geschichte
V.N. Automóveis entstand aus dem Montagebetrieb des Unternehmens Francisco Batista Russo & Irmão, der nach dessen Insolvenz 1995 zu VN Montagem e Reparação de Automóveis Batista Russo, Lda. wurde. Im Jahr 2000 wurden Fahrzeuge der Marke UMM gefertigt.
Nach einem Wechsel in eine andere Unternehmensgruppe wurde aus V.N. Automóveis eine Aktiengesellschaft. Im Jahr 2006 begann V.N. Automóveis mit der Montage von Isuzu-Fahrzeugen. Neben der Montage und dem Umbau der Fahrzeuge war die Montage von Automobilkomponenten ein weiteres Geschäftsfeld.
Im Jahr 2011 belief sich der Umsatz auf 2.832.750 Euro.
Zeitweise soll V.N. Automóveis rund 500 Mitarbeiter gehabt haben. In den Jahren 2011 und 2012 wurde die Belegschaft von 127 auf 99 Mitarbeiter reduziert.
Ein Jahr später kündigte Isuzu eine Verlagerung der Montage nach Italien an. Vor diesem Hintergrund entließ V.N. Automóveis 33 von rund 80 verbleibenden Arbeitnehmern.
Hergestellt wurden die Serie N und die neue Serie F. Für ihre Aufbauten aus hochfestem Stahl erhielt V.N. Automóveis im Rahmen des Swedish Steel Prize 2005 eine ehrenvolle Erwähnung.
Im Juli 2015 wurde das Insolvenzverfahren für das Unternehmen eröffnet.

## Produktion
Die Produktionszahlen von 2006 bis 2012 schwankten stark.
Von den im Jahr 2008 produzierten Einheiten gingen 2671 in den Export.
| Jahr | Exemplare |
| ---- | --------- |
| 2006 | 2214      |
| 2007 | 3168      |
| 2008 | 2862      |
| 2009 | 670       |
| 2010 | 1536      |
| 2011 | 1331      |
| 2012 | 1573      |
| 2013 | 1230      |

V.N. Automóveis war zeitweise das kleinste Automobilwerk Portugals bzw. das zweitkleinste vor Toyota Caetano Portugal mit einem Anteil an der Inlandsproduktion von 0,7 % (2011) bzw. 0,9 % (Januar bis November 2013). Mehr als die Hälfte der Produktion ging nach Großbritannien, während sich der Rest auf Spanien, Portugal, Belgien und Zypern, aber auch Deutschland verteilte. Eine Produktion des Pkw-Modells D-Max kann (trotz entsprechender Bebilderung einer Quelle) nicht nachgewiesen werden.